# اشتراكية خيالية
الاشتراكية الخيالية (الطوباوية) هي نظرية مثالية تدعو إلى بناء مجتمع إنساني سعيد يقوم على الملكية الجماعية والتساوي في توزيع المنتجات والعمل الإلزامي لكل أعضاء المجتمع.
وأما اشتقاق المصطلح نفسه فيعود إلى كون الاشتراكية بما تتيحه من مساواة وعدالة وكفاية لأعضاء المجتمع كافة، حالة سعادة وسلام مثالية للبشر، وأما الشق الثاني من المصطلح «خيالية» فيعود إلى بعدها عن الواقع وقربها إلى الخيال من جهة، وإلى ضعف تشخيص أسلوب الوصول إلى هذا الهدف عند المفكرين الاشتراكيين الخياليين من جهة ثانية. وهذا ما يفسر إجادة بابو، وسان سيمون، وفورين، ولون -وهم أعلام هذه المدرسة- في نقد المجتمع الرأسمالي، وشرور الملكية الخاصة، ونتائج التفاوت والاستغلال في المجتمعات القائمة، وتحديد مساهمتم الإيجابية والقيمة في تعبئة الرأي العام التقدمي والإنساني في اتجاه تبني الاشتراكية، وفي تأثيرهم اللاحق على التيارات الاشتراكية الثورية على الصعيد الأول، وفي تقصيرهم عن رسم الطريق العلمي والعملي إلى الاشتراكية على الصعيد الثاني. فلقد اعتمد هؤلاء على الدعوة إلى التغيير من خلال تقدم العلم والمعرفة، ونشر الأخلاق، واعتبروا البنى الفوقية هي الأساس في عملية التطور الاجتماعي، وأهملوا الثورة كأسلوب للتغيير المنشود، واطمأنوا إلى تقدم التاريخ وانتشار الإيمان بالاشتراكية كطريق إلى تغيير النظام القائم واستبداله بالنظام الأمثل. وقد بين فريدريك أنغلز أوجه تفكير أصحاب هذه المدرسة، وأطلق عليهم لقب «الخيالية» مؤكدا النظرية الاشتراكية الماركسية صفة «العلمية»؛ لأنها حددت أدلة التحول التاريخي إلى الاشتراكية بالطبقة العاملة التي سوف تقوم بالثورة الاشتراكية من خلال التنظيم والبرنامج الثوري. إلا أنه لا يمكن للماركسية المعاصرة أن تحتكر صفة «العلمية» بين الحركات الاشتراكية؛ إذ يوجد العديد من الحركات الاشتراكية الثورية في العالم الثالث، التي شقت طريقها إلى التشخيص الثوري والعلمي الاشتراكي، وإلى التطبيق في بعض الحالات دون أن تتبنى الماركسية كليا أو تنسب نفسها إليها.
جدول بعض المنظرين للاشتراكية الطوباوية وبعض آرائهم. 
| ! المنظر                                | الآراء |
| --------------------------------------- | --- |
| سان سيمونsaint Simon (1760-1825م)       | -انتقد الملكية الفردية التي تسمح بالأشغال. -اعتبار الدولة هي القادرة على الحد من الرأسمالية المتوحشة بالسيطرة على وسائل الإنتاج. -رأى النخبة هي التي تمكن من التغيير المجتمع.                               |
| شارل فوريي Charle fournier (1772-1837م) | -اعتبار الإنسان مستغل وتقدم الصناعة يخلق البؤس. -أسس مجمعا للإنتاج يضم 1600 فرد حيث يجد كل واحد ما يحتاج إليه.                                                                                              |
| روبير أوين Robert Owen (1771-1865م)     | -فكر في إقامة متاجر للتبادل بين المحتجين. -أقام تعاونيات الإنتاج. |
| برودين Proudhon (1809-1865م)            | -الملكية الفردية هي السرقة والدولة هي أداة البرجوازية. -طرح فكرة نظام اجتماعي مبني على تعاقد حر بين المواطنين المنتجين. -دعا إلى إلغاء الدولة وتعويض عنها بالجماعات التي تشكل فيدرالية (صاحب فكرة الفوضوية) |